# Maransis undussumensis
 Maransis undussumensis is een wandelende tak uit de familie Bacillidae. De wetenschappelijke naam van deze soort is voor het eerst voorgesteld als Leptynia undussumensis door James Abram Garfield Rehn in een publicatie uit 1914.
De soort komt voor in Congo-Kinshasa.